# Roelof Hartstraat
De Roelof Hartstraat is een straat in Amsterdam-Zuid, tussen het Roelof Hartplein en de Hobbemakade. De straat werd in 1893 vernoemd naar de geneesheer en filantroop Roelof Hart (1837-1892).
Aanvankelijk heette ook de straat tussen het J.W. Brouwersplein en Roelof Hartplein (sinds 1893) Roelof Hartstraat, in 1917 werd dit omgedoopt in Van Baerlestraat. Het tweede gedeelte van de Roelof Hartstraat tussen Roelof Hartplein en Hobbemakade behield zijn naam.

## Openbaar vervoer
In 1904 kwam de eerste tram door de straat te rijden. Dit was lijn 3, toen deze vanaf de Eerste Constantijn Huygensstraat via het Leidschebosje, P.C. Hooftstraat en Van Baerlestraat werd verlengd in de richting Ceintuurbaan en verder.
Vanaf 1929 verscheen ook lijn 24 in de Roelof Hartstraat, in 1977 kwam lijn 12 er bij en van 1978-1982 lijn 5.
Van 2003 tot 2016 reed lijn 24 niet meer door de Roelof Hartstraat maar via de Van Baerlestraat, tussen Museumplein en Roelof Hartplein, omdat de route via de Ferdinand Bolstraat versperd was door bouwwerkzaamheden aan de Noord/Zuidlijn. Op 18 april 2017 keerde lijn 24 terug.